# Rush in Rio
| Recensione | Giudizio |
| ---------- | -------- |
| AllMusic   |          |

Rush in Rio è il quinto album live ufficiale del gruppo musicale rock canadese Rush ed è stato pubblicato il 21 ottobre 2003.
Il disco è stato registrato allo stadio Maracanã di Rio de Janeiro durante l'ultima data del Vapor Trails Tour il 23 novembre 2002 di fronte ad un pubblico di oltre 40.000 spettatori e presenta la scaletta completa dello show. Due brani aggiuntivi, presentati sotto la voce The Board Bootlegs, sono Between Sun & Moon, registrata al Cricket Pavilion, Phoenix, Arizona, il 27 settembre 2002, e Vital Signs, registrata al Colisee di Québec, il 19 ottobre 2002, e compaiono come bonus tracks. L'album è stato certificato disco d'oro dalla RIAA il 10 febbraio 2004. Lo strumentale O Baterista ha guadagnato una nomination al Grammy Award nella categoria "Best Instrumental". Dall'album sono stati estratti esclusivamente singoli promozionali.
Rush in Rio è disponibile anche in versione video.

## Descrizione
A differenza delle precedenti pubblicazione di album dal vivo, con Rush in Rio il gruppo pubblica la versione integrale di un unico show, cosa che in futuro accadrà regolarmente, documentando in tal modo ogni tour. La sequenza di brani presenti nel disco di conseguenza prevede un bilanciamento tra brani recenti e i vari classici del passato inseriti nella scaletta del concerto.
Il disco, la versione audio del DVD, viene recensita come il miglior live di sempre dei Rush: un concerto con una grande folla rumorosa, che canta le canzoni e che fa sentire la sua presenza anche nelle registrazioni. Il concerto, eseguito senza aver avuto il tempo di effettuare un soundcheck, è stato pubblicato senza sovraincisioni e post produzione. I tre elementi offrono prestazioni grandiose, con la band catturata in tutta la sua gloria, maestosità e potenza esagerata. Anche se è la versione video quella che permette di godere a pieno dello spettacolo, i Rush, come un tempo i Led Zeppelin, sanno fare della improvvisazione e evoluzione dei pezzi uno dei loro punti forti. I Rush suonato con precisione e energia, come se la band fosse rinata.

## Tracce

### Disco 1
1. Tom Sawyer (Lee, Lifeson, Peart, Pye Dubois) – 5:04 (da: Moving Pictures)
2. Distant Early Warning  – 4:50 (da: Grace Under Pressure)
3. New World Man – 4:04 (da: Signals)
4. Roll the Bones – 6:15 (da: Roll the Bones)
5. Earthshine – 5:44 (da: Vapor Trails)
6. YYZ (Lee, Peart) – 4:56 (da: Moving Pictures)
7. The Pass – 4:52 (da: Presto)
8. Bravado – 6:18 (da: Roll the Bones)
9. The Big Money – 6:03 (da: Power Windows)
10. The Trees – 5:12 (da: Hemispheres)
11. Freewill – 5:48 (da: Permanent Waves)
12. Closer to the Heart (Lee, Lifeson, Peart, Peter Talbot) – 3:04 (da: A Farewell to Kings)
13. Natural Science – 8:34 (da: Permanent Waves)

### Disco 2
1. One Little Victory – 5:32 (da: Vapor Trails)
2. Driven – 5:22 (da: Test for Echo)
3. Ghost Rider – 5:36 (da: Vapor Trails)
4. Secret Touch – 7:00 (da: Vapor Trails)
5. Dreamline – 5:10 (da: Roll the Bones)
6. Red Sector A – 5:16 (da: Grace Under Pressure)
7. Leave That Thing Alone (Lee, Lifeson) – 4:59 (da: Counterparts)
8. O Baterista (Peart) – 8:54
9. Resist – 4:23 (da: Test for Echo)
10. 2112 (Overture e The Temples of Syrinx) – 6:52 (da: 2112)

### Disco 3
1. Limelight – 4:29 (da: Moving Pictures)
2. La Villa Strangiato – 10:05 (da: Hemispheres)
3. The Spirit of Radio – 5:28 (da: Permanent Waves)
4. By-Tor & The Snow Dog – 4:34 (da: Fly by Night)
5. Cygnus X-1 – 3:12 (da: A Farewell to Kings)
6. Working Man (Lee, Lifeson) – 5:48 (da: Rush)
7. Between Sun & Moon (Lee, Lifeson, Peart, Pye Dubois) – 4:51 (da: Counterparts) (Bonus Track)
8. Vital Signs – 4:58 (da: Moving Pictures) (Bonus Track)

Tutti i brani scritti da Geddy Lee, Alex Lifeson e Neil Peart eccetto dove segnato

## Formazione
- Geddy Lee - basso, tastiere e voce
- Alex Lifeson - chitarra elettrica e acustica
- Neil Peart - batteria e percussioni

## Classifiche
| Classifica (2003) | Posizione massima |
| ----------------- | ----------------- |
| Stati Uniti       | 33                |

## Principali edizioni e formati
Rush in Rio è stato pubblicato in varie edizioni e formati; queste le principali:
- 2003, Anthem Records (solo Canada), formato: triplo CD
- 2003, Atlantic Records, formato: triplo CD
- 2019, Atlantic Records, formato: quadruplo LP (vinile 180 g.)